# Универзитет Сингидунум
Универзитет Сингидунум је приватни универзитет са седиштем у Београду, као и додатним центрима у Новом Саду и Нишу. Спроводи основне, мастер и докторске академске студије у три научна поља — друштвено-хуманистичком, техничком и природно-математичком. Први је акредитовани приватни универзитет у Србији и највећи по броју студената.
Дан Универзитета је 28. јун, када је 1999. године основан Факултет за финансијски менаџмент и осигурање. Организован је по принципима Болоњске декларације (Болоњски процес) и примењује европски систем преноса и акумулације бодова (ЕСПБ). Наставни планови и студијски програми дефинисани су по угледу на познате европске факултете и високе школе, при чему су коришћена и досадашња искуства образовног система Србије.

## Историја
Први од факултета у оквиру Универзитета Сингидунум био је Факултет за финансијски менаџмент и осигурање (данас Пословни факултет) који је основан 28. јуна 1999. Универзитет Сингидунум је први приватни универзитет који је акредитован по новом Закону о високом образовању. Дипломе Универзитета Сингидунум су признате и препознате у земљи и иностранству.
Наставни планови и програми на Универзитету су усклађени са принципима Болоњске декларације и омогућавају европски систем преноса и акумулације бодова (ЕСПБ). Студијски програми су прилагођени потребама савременог пословног окружења, док наставу изводи преко 300 професора са искуством, из земље и иностранства. Настава на факултетима Универзитета Сингидунум реализује се у Београду, Новом Саду и Нишу. Факултети у оквиру Универзитета Сингидунум спроводе студијске програме из области економије, туризма и хотелијерства, економије хране, информатике и рачунарства, информационих технологија, електротехнике, софтверског инжењерства, англистике, менаџмента у спорту и физичког васпитања у спорту.
Универзитет Сингидунум је био међу првим универзитетима у Србији који је увео модел хибридне наставе који представља развојни правац савремене наставе и учења. Комбиновани, односно хибридни, модел наставе подразумева комбиновање непосредног одвијања наставе у просторијама Универзитета Сингидунум као и могућност праћења наставе онлајн. За реализацију квалитетне онлајн наставе на Универзитету Сингидунум се користи најновија опрема уз подршку платформе Microsoft Teams. Сва предавања се снимају и налазе се на платформи Microsoft Teams.

## Организација
Интегрисани факултети
- Пословни факултет
- Факултет за туристички и хотелијерски менаџмент
- Факултет за информатику и рачунарство
- Технички факултет
- Факултет за физичку културу и менаџмент у спорту

Факултети са својством посебних правних лица
- Факултет здравствених и пословних студија
- Факултет за медије и комуникације

## Управа
Рад Универзитета се регулише путем институција Савета Универзитета, Ректорског колегијума, Сената и Изборног већа.
| Проф. др Милован Станишић       | Председник Универзитета Сингидунум                                              |
| Проф. др Немања Станишић        | Заменик председника Универзитета Сингидунум                                     |
| Проф. др Горанка Кнежевић       | Ректор Универзитета Сингидунум                                                  |
| Проф. др Небојша Бачанин Џакула | Проректор за науку                                                              |
| Проф. др Драган Цветковић       | Проректор за наставу                                                            |
| Проф. др Лидија Барјактаревић   | Декан Пословног факултета (ПФ)                                                  |
| Проф. др Мирослав Кнежевић      | Декан Факултета за туристички и хотелијерски менаџмент (ФТХМ)                   |
| Проф. др Младен Веиновић        | Декан Факултета за информатику и рачунарство (ФИР)                              |
| Проф. др Марко Танасковић       | Декан Техничког факултета (ТФ)                                                  |
| Проф. др Ненад Трунић           | Декан Факултета за физичку културу и менаџмент у спорту (ФФКМС)                 |
| Проф. др Оливера Николић        | Председник Факултета здравствених, правних и пословних студија у Ваљеву (ФЗППС) |
| Проф. др Нада Поповић Перишић   | Председник Факултета за медије и комуникације (ФМК)                             |
| Проф. др Ана Јованцаи Стакић    | Координатор Департмана за интернационалне студије                               |